# Pseudoprospero firmifolium
Pseudoprospero firmifolium (Baker) Speta – gatunek roślin z monotypowego rodzaju Pseudoprospero Speta z rodziny szparagowatych. Występuje endemicznie w Południowej Afryce.

## Zasięg geograficzny
Podgatunek firmifolium występuje w Prowincji Przylądkowej Wschodniej, między Alicedale i Peddie (głównie w okolicy Makhanda), a także w jednej lokalizacji na południe od Mthatha. Podgatunek natalensis znany jest z pojedynczych lokalizacji wzdłuż krawędzi płaskowyżu przybrzeżnego między dolinami rzek Mngeni i Tugela w KwaZulu-Natal.

## Morfologia
PokrójWieloletnia, roślina zielna, tworząca kępy.
PędJajowata lub kulistawa, mniej więcej podziemna cebula o średnicy 20–40 cm, z papierzastą, szarawobrązową okrywą (zielonkawą, jeżeli wystaje powyżej poziomu gruntu).
LiścieRośliny tworzą od 6 do 8 liści, niemal wzniesionych lub łukowato wygiętych, lancetowato-zwężonych, o długości 10–15 cm i szerokości od 2 do 16 mm, kanalikowatych, jasnozielonych i miękko skórzastych, o brzegach blaszki szklistych i drobno ząbkowanych.
KwiatyZebrane w wydłużone grono o długości 2–60 cm, wyrastające na pogiętym głąbiku o średnicy ok. 2 mm u nasady. Na wysokości między połową a ⅔ długości głąbika obecna jest jedna lub dwie jajowate, łuskowate podsadki o długości do 2 mm, proste lub z jednym lub dwoma krótkimi rozgałęzieniami. Przysadki lancetowate do trójkątnych, wpierw błoniaste, potem suche i papierzaste, najniższej położone o długości do 10 mm, wyższe krótsze, o długości 4–6 mm. Podkwiatki o długości 1–2 mm. Szypułki łukowato wygięte, o długości od 6 do 10 (15) mm. Kwiaty niemal wzniesione, bezwonne. Okwiat nabiegły różowo do liliowego z zieloną lub brązową żyłką główną. Listki okwiatu u nasady zrośnięte na wysokości do ok. 0,5 mm, powyżej rozpostarte lub lekko wygięte do dołu od nasady, wąsko podługowate, o wymiarach 3–5×1–2 mm i wygiętych do dołu brzegach. Nitki pręcików szydłowate, i nasady przyrośnięte do listków okwiatu na długości ok. 1 mm, białe, o wymiarach 3,0–3,5 × 0,5 mm. Pylniki o długości ok. 1 mm, czerwonawe do fioletowych. Pyłek żółty. Zalążnia wartołkowata (u góry zaokrąglona, u nasady stożkowata), głęboko trójklapowana, o średnicy ok. 1,5 mm, albo żółtawozielona z białą szyjką słupka, albo fioletowa z szyjką słupka w dolnej połowie lub na całości fioletową. Szyjka słupka o długości 2–2,5 mm.
OwoceNiemal wzniesiona, wartołkowato-wklęsła torebka, głęboko trójklapowana, o wymiarach 2,5–3×3–4 mm, zawierająca w każdej komorze pojedyncze nasiono, elipsoidalne, ciemnobrązowe, o wymiarach 2,5×2,0 mm, z brodawkowato-krostkowatą łupiną.

## Biologia
RozwójGeofity cebulowe. Kwitną od grudnia do marca.
SiedliskoTrawiasta (podg. natalensis) i skalista (podg. natalensis) sawanna.
Cechy fitochemiczneW cebulach tej rośliny obecnych jest pięć homoizoflawonoidów typu chromanon, nortriterpenoidy i eukosterol, wykazujące selektywne działanie przeciwko komórkom nowotworowym, zwłaszcza przeciwko liniom komórkowym czerniaka i białaczki.

## Systematyka
Pozycja systematycznaNależy do monotypowego rodzaju Pseudoprospero w monotypowym plemieniu Pseudoprospereae, z podrodziny Scilloideae w rodzinie szparagowatych Asparagaceae.
Podział gatunku
- Pseudoprospero firmifolium subsp. firmifolium
- Pseudoprospero firmifolium subsp. natalensis J.C.Manning